# Superman II (soundtrack)
Superman II is de originele soundtrack van Ken Thorne, voor de film Superman II uit 1980, geregisseerd door Richard Lester.

## Achtergrond
De filmmuziek werd gecomponeerd, georkestreerd en gedirigeerd door Ken Thorne (op basis van origineel materiaal gecomponeerd door John Williams). Vanwege budgetbeperkingen werd de muziek opgenomen door een orkest met contractmuzikanten in plaats van het London Symphony Orchestra.
Thorne kreeg de opdracht om de thema's van de eerste film te hergebruiken voor Superman II. Hij baseerde de muziek voor de Kryptonische schurken op het materiaal van Williams dat geassocieerd werd met Krypton en het Fortress of Solitude (Fort der eenzaamheid). Hij voegde ook een dalend motief van drie noten toe voor de schurken en een kort gehoorde, onheilspellende melodie die geassocieerd werd met General Zod.

## Tracklijst
De eerste uitgave verscheen in 1980 op elpee door Warner Bros. Records.

| Nr. | Titel                                     | Duur |
| --- | ----------------------------------------- | ---- |
| 1.  | Preface                                   | 1:04 |
| 2.  | Main Title March                          | 5:32 |
| 3.  | Lift Into Space / Release of the Villains | 1:38 |
| 4.  | Lex Escapes                               | 2:09 |
| 5.  | Honeymoon Hotel                           | 3:16 |
| 6.  | Lex & Miss Teschmacher to Fortress        | 2:07 |
| 7.  | Clark Exposed as Superman                 | 3:17 |
| 8.  | Lover Fly North                           | 0:52 |

| Nr. | Titel                                     | Duur |
| --- | ----------------------------------------- | ---- |
| 1.  | Mother's Advice                           | 1:56 |
| 2.  | TV. President Resigns / Clark to Fortress | 2:48 |
| 3.  | Aerial Battle / Superman Save Spire       | 2:51 |
| 4.  | Sad Return                                | 1:43 |
| 5.  | Ursa Flies Over the Moon                  | 2:28 |
| 6.  | Clark Fumbles Rescue                      | 2:11 |
| 7.  | End Title March                           | 4:16 |